# ماري شامبرلين
ماري شامبرلين (بالإنجليزية: Mary Chamberlain)‏ هي مؤرخة بريطانية، ولدت في 3 سبتمبر 1947 في جنوب لندن في المملكة المتحدة.